# Barbara Hepworth

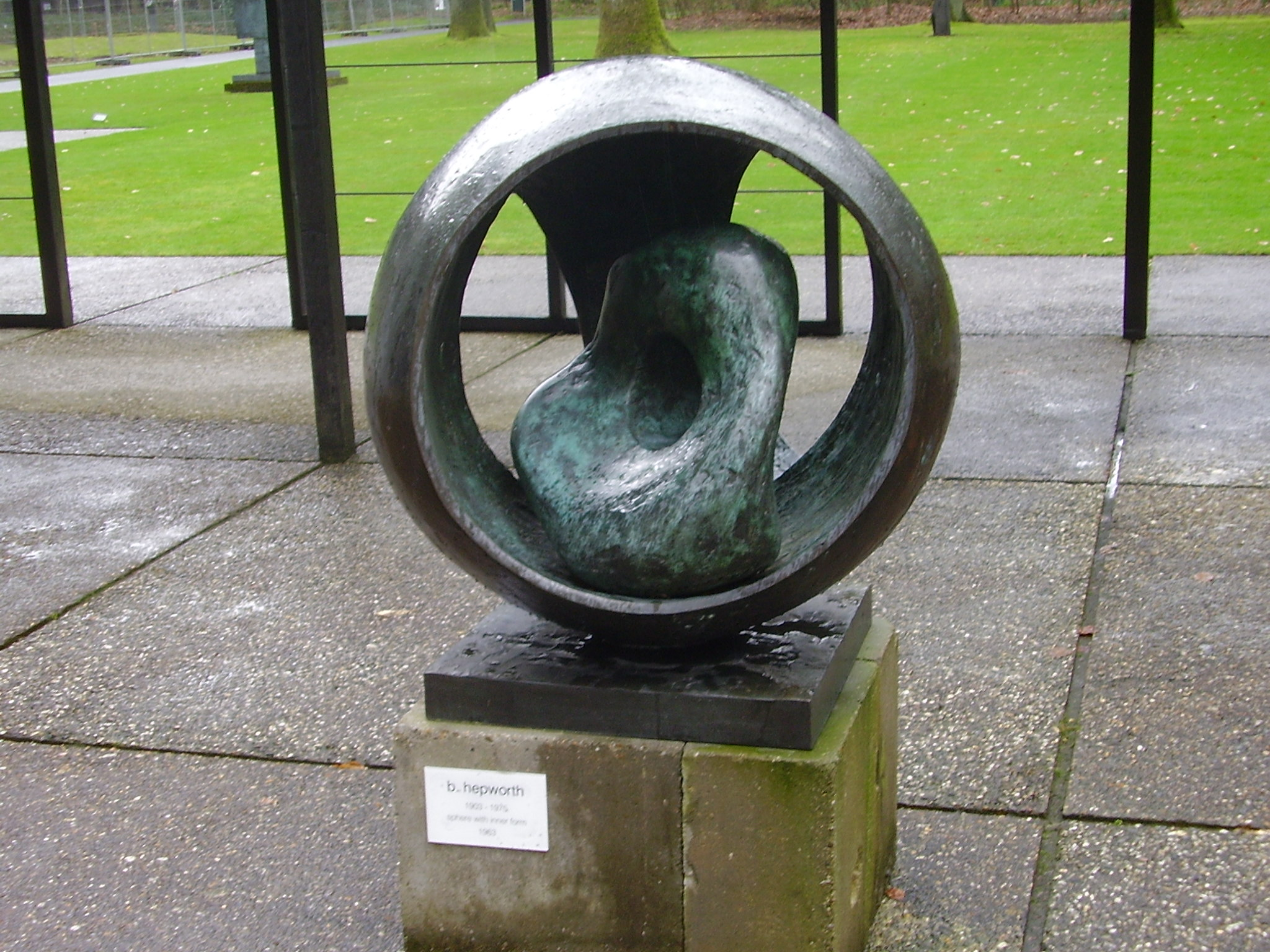
Sphere with Inner Form i Kröller-Müller Museum i Otterlo, Nederländerna.

Barbara Hepworth, född 10 januari 1903 i Wakefield, West Yorkshire, död 20 maj 1975 i St Ives, Cornwall, var en brittisk skulptör. Hon var gift med konstnären Ben Nicholson.

## Biografi
Barbara Hepworth utbildade sig på Leeds School of Art och Royal College of Art i London. År 1950 inrättade hon en ateljé i St Ives i Cornwall, där hon sedan arbetade och levde resten av sitt liv. Influerad av bland andra britterna Ivon Hitchens och Henry Moore gjorde Barbara Hepworth strängt förenklade abstrakta skulpturer, oftast av slätpolerad sten eller brons. Med sina verk har hon exemplifierat modernismen och bidragit till att utveckla den moderna konsten.
Hennes mest karaktäristiska verk har en enkel rundad form, sluten mot rummet men genomborrad av runda hål eller kombinationer av hål.
Barbara Hepworth har en krater på Venus uppkallad efter sig.

## Offentliga verk i urval
- Figure for Landscape, brons, 1960, gjuten i sju exemplar och placerad bland annat utanför Kunsthall Stavanger 1968.[a]
- Single Form, 1963, minnesmärke över Dag Hammarskjöld på United Nations Plaza i New York
- Family of Man, brons, 1970, i Yorkshire Sculpture Park

Barbara Hepworth finns representerad vid bland annat Skissernas museum i Lund och på Dag Hammarskjölds Backåkra.

## Bildgalleri

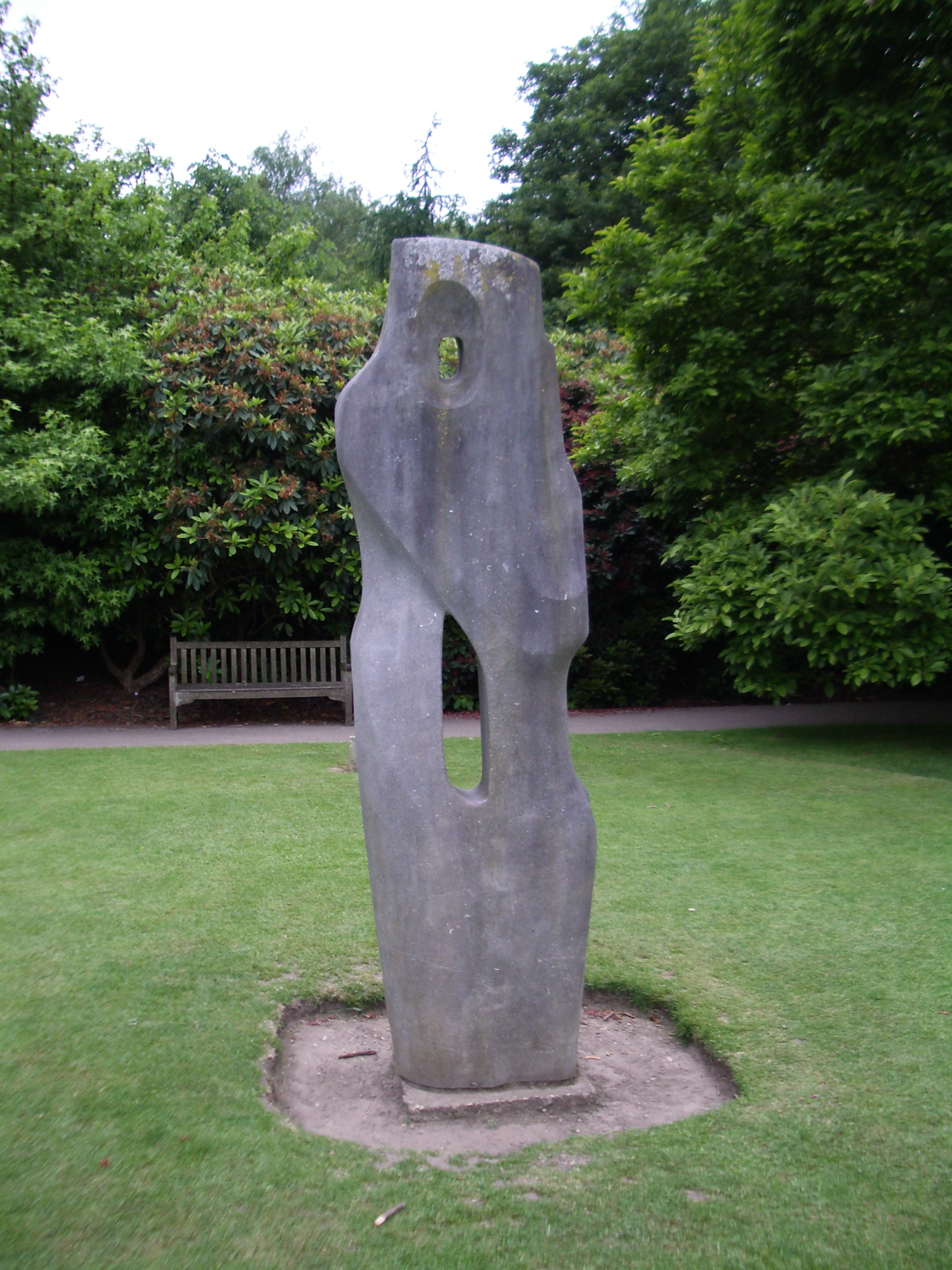
Monolith-Empyrean, 1953
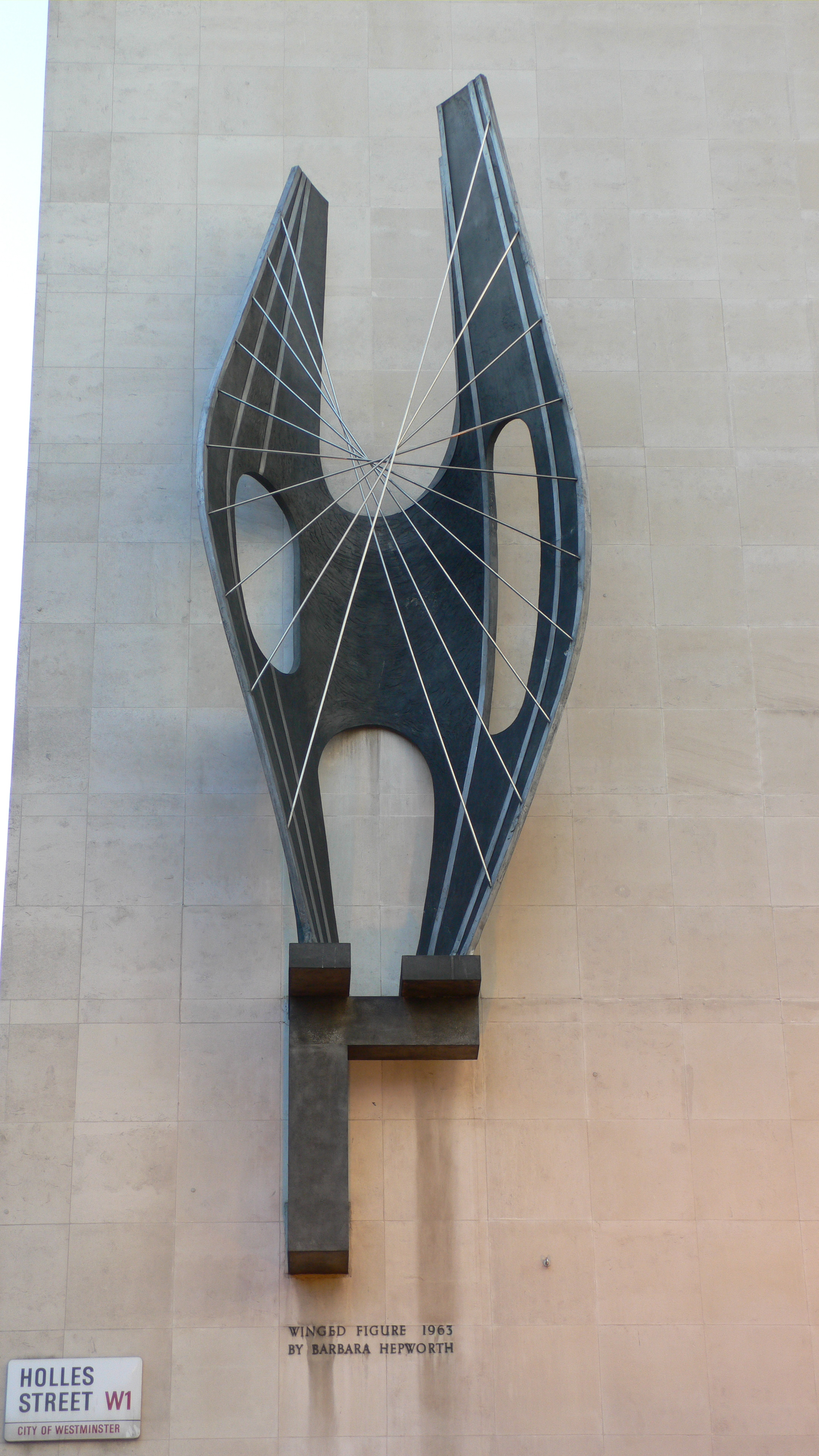
Winged Figure, 1963, vid John Lewis department store, Oxford Street, London
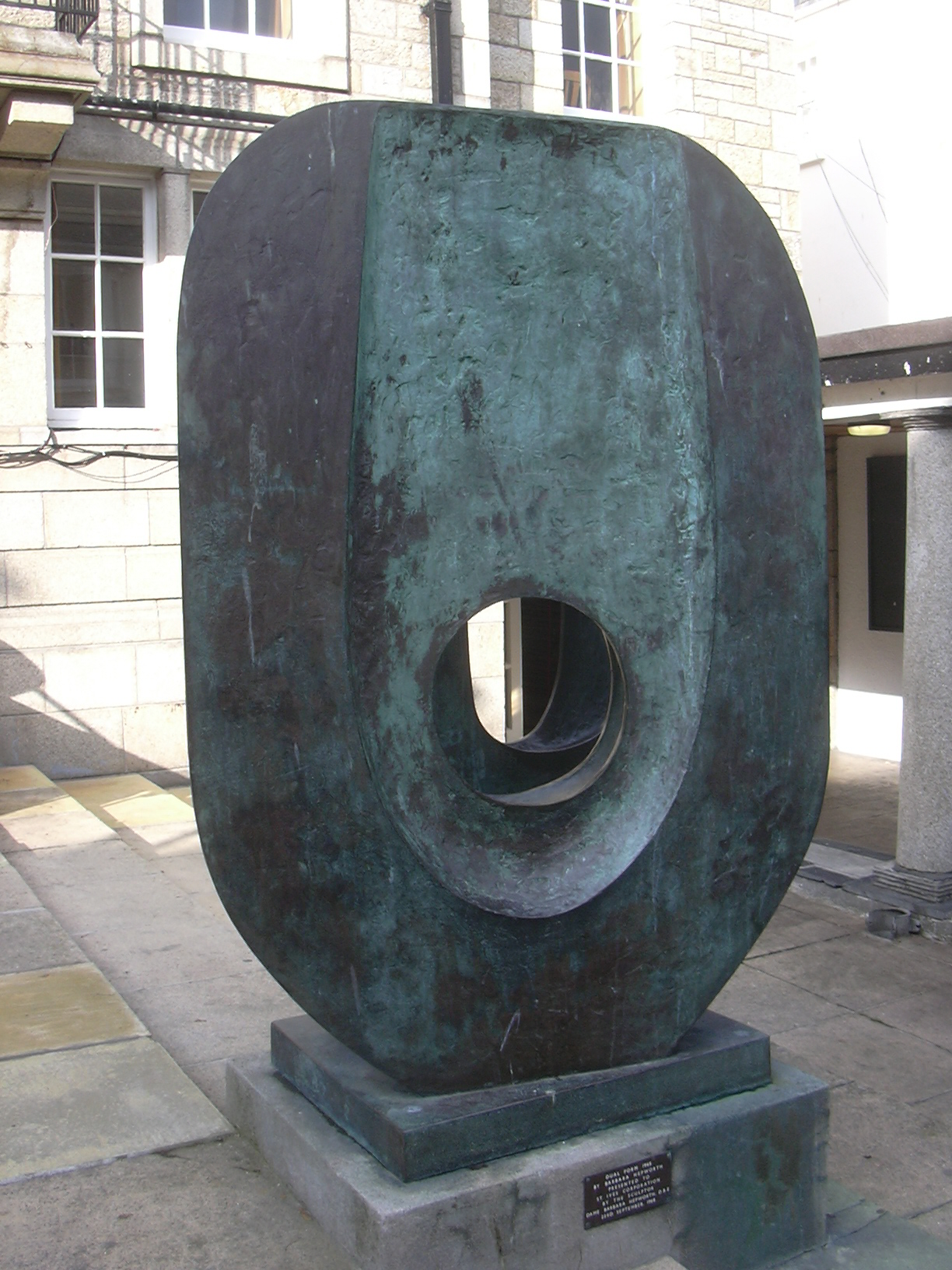
Dual Form vid St Ives Guildhall
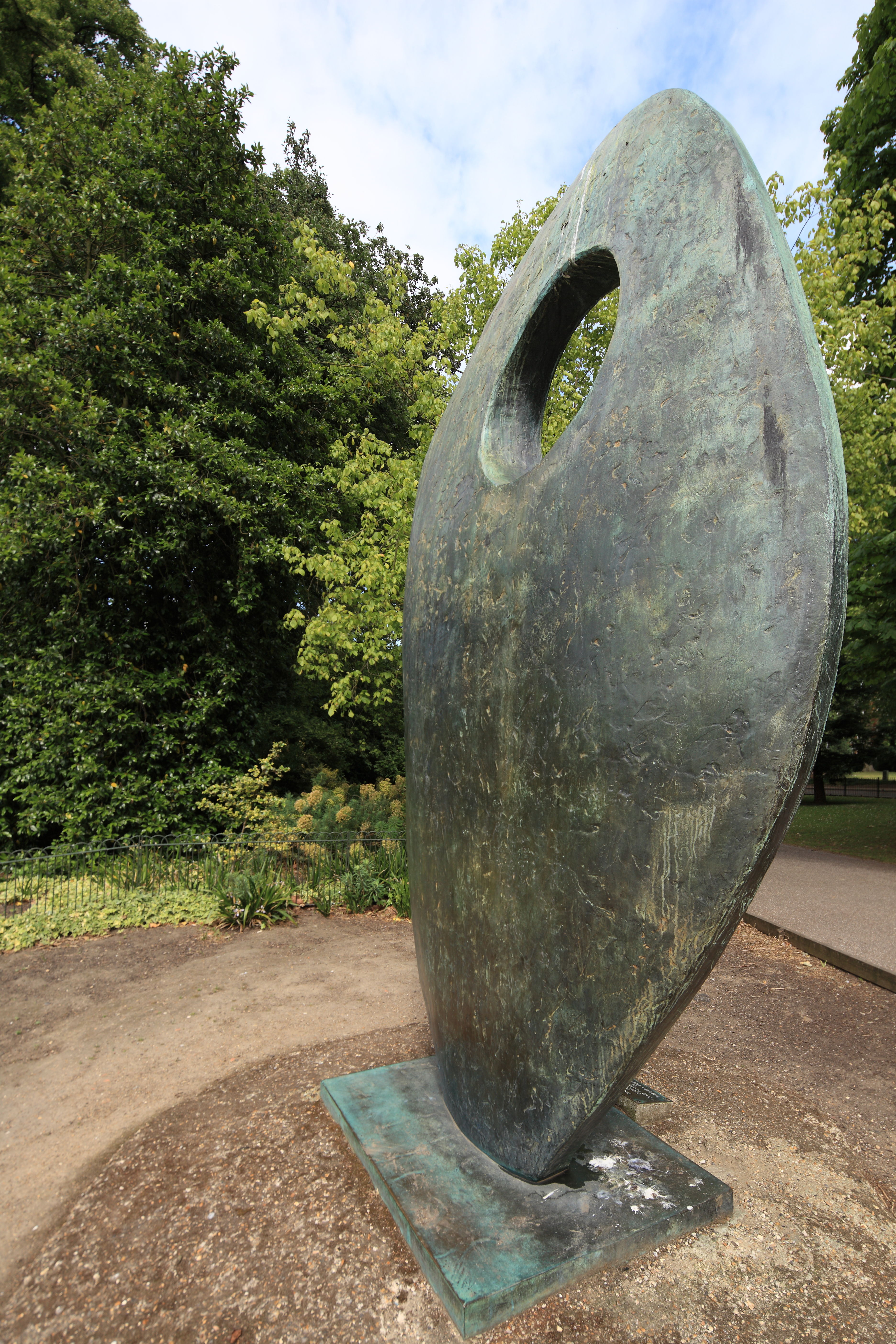
Single Form vid Battersea Park, London
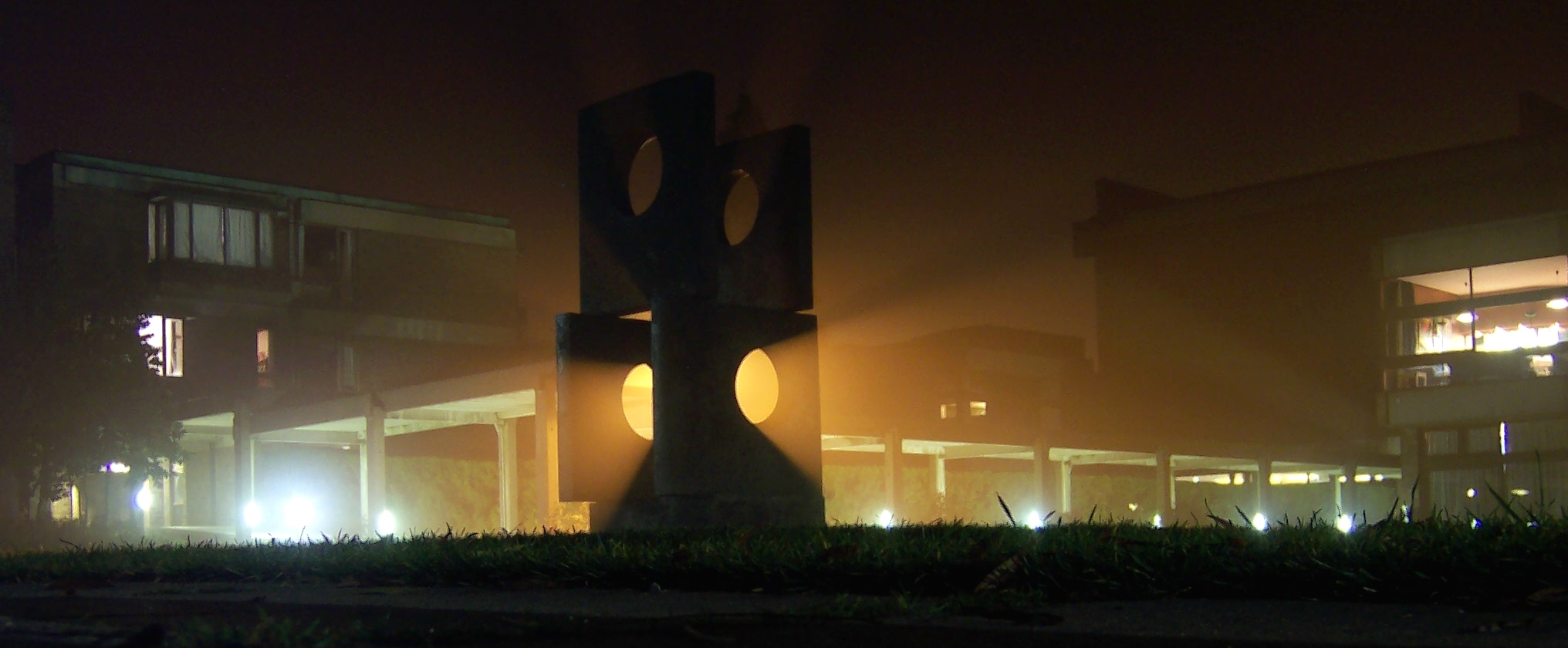
Four Square Walk through, 1966, Churchill College, Cambridge
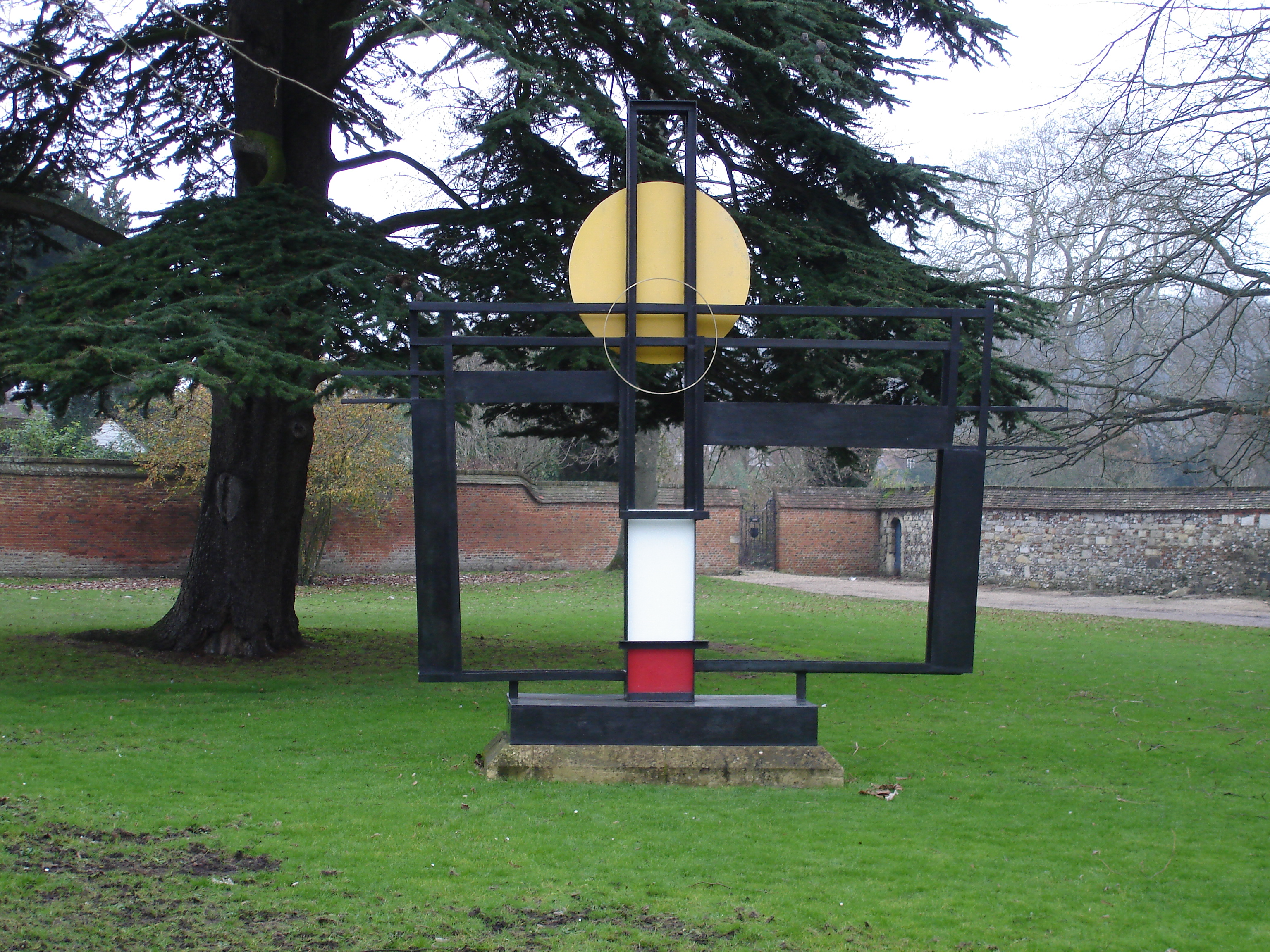
Construction (Crucifixion): Homage to Piet Mondrian, 1966, utanför Winchester Cathedral
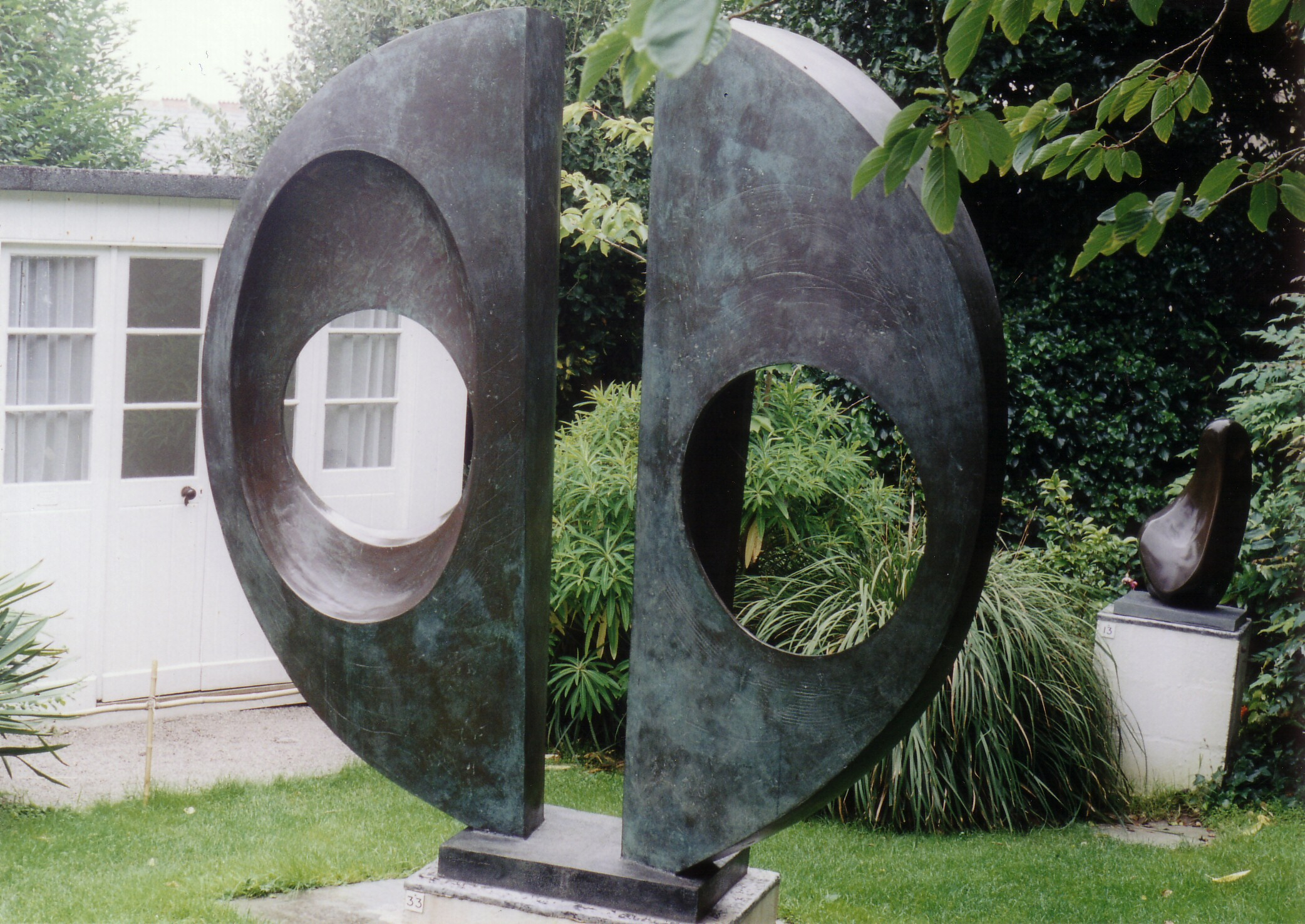
Two Forms (Divided Circle), 1969, St Ives